# Сельское поселение «Село Колодяссы»
Сельское поселение «Село Колодяссы» — муниципальное образование в составе Хвастовичского района Калужской области России.
Центр — село Колодяссы.

## Население
| 2010 | 2012 | 2013 | 2014 | 2015 | 2016 | 2017 |
| ---- | ---- | ---- | ---- | ---- | ---- | ---- |
| 311  | ↘305 | →305 | ↘299 | ↘296 | ↗303 | ↗308 |
| 2018 | 2019 | 2020 | 2021 |      |      |      |
| ↗316 | ↗328 | ↘326 | ↗352 |      |      |      |

## Состав сельского поселения
| № | Населённый пункт | Тип населённого пункта | Население |
| - | ---------------- | ---------------------- | --------- |
| 1 | Колодяссы        | село                   | ↘288      |
| 2 | Берестна         | село                   | ↘6        |
| 3 | Высокое          | деревня                | ↘17       |
| 4 | Красненский      | посёлок                | ↘0        |
| 5 | Павловка         | деревня                | ↘0        |